# Франклин, Джеймс
Джеймс Франклин (ок. 1783 — 31 августа 1834) — британский солдат и натуралист. Брат сэра Джона Франклина. Коллекционировал, зарисовывал и научно описывал птиц.

## Биография
Джеймс Франклин поступил на службу в Британскую Ост-Индскую компанию в качестве кадета в 1805 году. Он с отличием участвовал в различных исследованиях в Индии и был избран членом Королевского общества. Состоял в подразделении 1-й бенгальской кавалерии и являлся знатоком геологии. Джеймс исследовал центральные провинции (холмы Виндхья) и собирал птиц для Азиатского общества. Он заполучил в свои руки около 40 видов до того, как достиг Бенареса, а по достижении Сугора собрал ещё 160 экземпляров и зарисовал их.
В 1831 году Франклин опубликовал описания собранных им птиц. В настоящее время он признан автором таксона для шести видов:
- Butastur teesa
- Bubo bengalensis
- Ammomanes phoenicura
- Alauda gulgula
- Dumetia hyperythra
- Salpornis spilonota